# Roter Rechtecknebel
Der Rote Rechtecknebel (engl. Red Rectangle Nebula) ist ein protoplanetarischer Nebel (Vorstufe eines planetarischen Nebels) im Sternbild Einhorn und ist etwa 2.300 Lichtjahre von der Erde entfernt. Der Name „Rotes Rechteck“ geht auf die Astronomen Martin Cohen und Mike Merril im Jahr 1973 zurück.